# Circuit intégré 7443
Le circuit intégré 7443 fait partie de la série des circuits intégrés 7400 utilisant la technologie TTL.

Ce circuit est un décodeur 4 bits vers décimal incrémenté de 3, soit de 3 à 12.

## Table de vérité
| Entrée équivalent décimal | Entrée 4 bits | Entrée 4 bits | Entrée 4 bits | Entrée 4 bits | Sortie | Sortie | Sortie | Sortie | Sortie | Sortie | Sortie | Sortie | Sortie | Sortie |
| Entrée équivalent décimal | D             | C             | B             | A             | 0      | 1      | 2      | 3      | 4      | 5      | 6      | 7      | 8      | 9      |
| ------------------------- | ------------- | ------------- | ------------- | ------------- | ------ | ------ | ------ | ------ | ------ | ------ | ------ | ------ | ------ | ------ |
| 3                         | L             | L             | H             | H             | L      | H      | H      | H      | H      | H      | H      | H      | H      | H      |
| 4                         | L             | H             | L             | L             | H      | L      | H      | H      | H      | H      | H      | H      | H      | H      |
| 5                         | L             | H             | L             | H             | H      | H      | L      | H      | H      | H      | H      | H      | H      | H      |
| 6                         | L             | H             | H             | L             | H      | H      | H      | L      | H      | H      | H      | H      | H      | H      |
| 7                         | L             | H             | H             | H             | H      | H      | H      | H      | L      | H      | H      | H      | H      | H      |
| 8                         | H             | L             | L             | L             | H      | H      | H      | H      | H      | L      | H      | H      | H      | H      |
| 9                         | H             | L             | L             | H             | H      | H      | H      | H      | H      | H      | L      | H      | H      | H      |
| 10                        | H             | L             | H             | L             | H      | H      | H      | H      | H      | H      | H      | L      | H      | H      |
| 11                        | H             | L             | H             | H             | H      | H      | H      | H      | H      | H      | H      | H      | L      | H      |
| 12                        | H             | H             | L             | L             | H      | H      | H      | H      | H      | H      | H      | H      | H      | L      |

À noter que les sorties sont inversées et n'accepte qu'en entrée les nombres binaires de 3 à 12.